# Rhipidomys macrurus

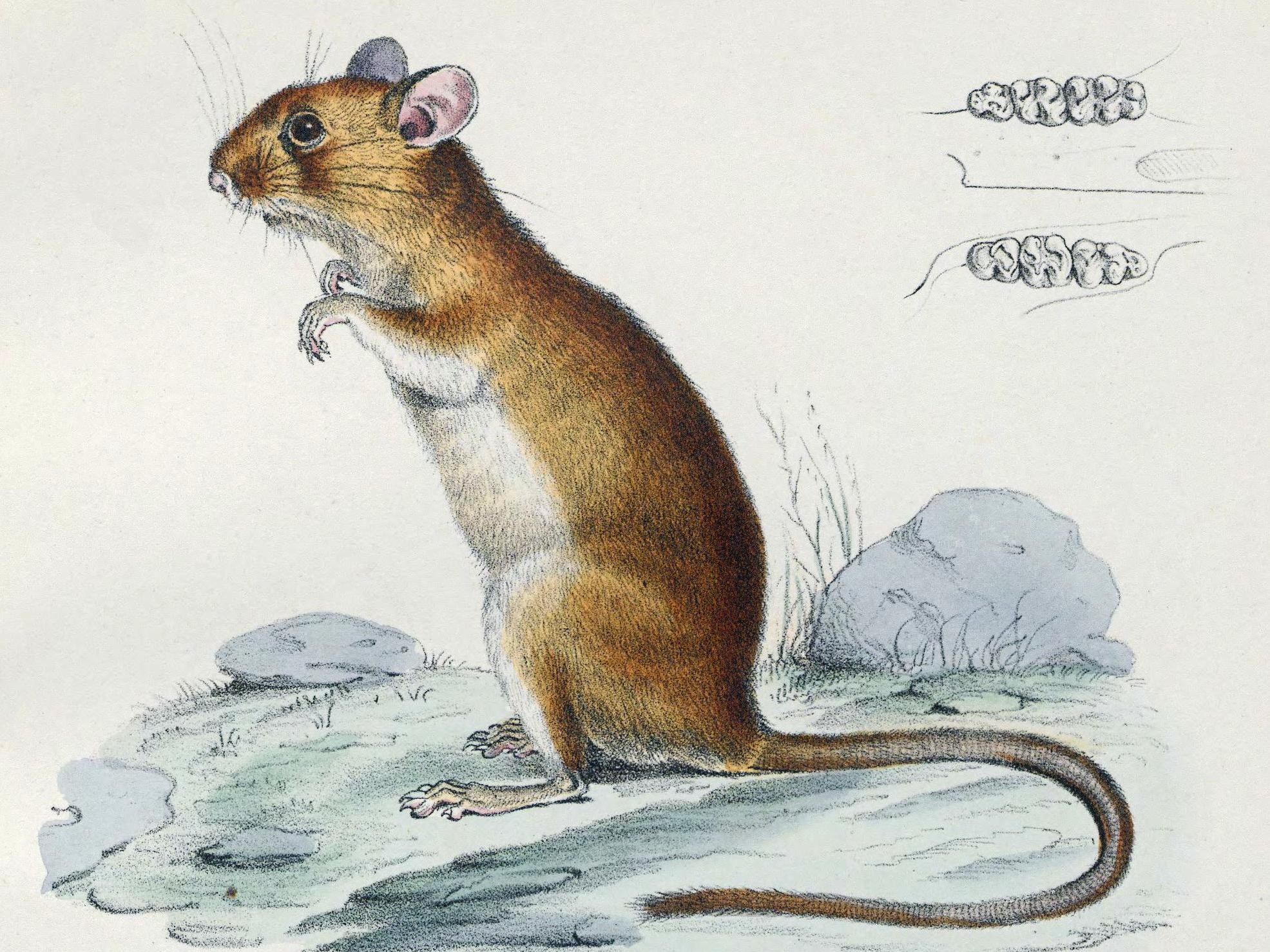
Il·lustració de Rhipidomys macrurus.

Rhipidomys macrurus és una espècie de mamífer rosegador de la família dels cricètids. És endèmic de la meitat oriental del Brasil. Es tracta d'un animal arborícola. El seu hàbitat natural són els boscos primaris i secundaris. És una espècie en risc mínim, és a dir, no sembla que hi hagi cap amenaça significativa per a la seva supervivència. El seu nom específic, macrurus, significa ‘cua grossa’ en llatí.